# 肝血窦
肝血窦（英语：Liver sinusoid或Hepatic sinusoids）是一种被称为窦状毛细血管、不连续毛细血管或血窦的毛细血管。它类似于有孔毛细血管，具有不连续的内皮细胞，可作为来自肝总动脉的富氧血液和来自肝门静脉的富营养血液的混合位置。
肝血窦具有比其他类型的毛细血管更大的口径，并具有称为肝窦内皮细胞（LSEC）和库普弗细胞的特化内皮细胞衬里。这些细胞是多孔的并且具有清除功能。LSEC约占肝脏中非实质细胞的一半，扁平且有孔，可以使窦腔和窦周间隙之间更容易交流。LSEC和库普弗细胞在过滤、胞吞作用和调节血窦中的血流方面发挥作用。
库普弗细胞可以吞食外来物质，例如细菌。窦周间隙将肝细胞与血窦分开。肝脏星状细胞存在于窦周间隙中，并参与对肝脏的纤维化反应。
当LSEC丢失使窦道成为一个普通的毛细血管时，就会发生剥落现象。这一过程先于纤维化发生。

## 内皮细胞
肝血窦内皮细胞可用于各种研究目的。这些细胞的效用特别令人感兴趣。只是要克服它的一个问题，那就是细胞分化的逆转。这种逆转使这些细胞在体外表型上高度特化。

## 图像

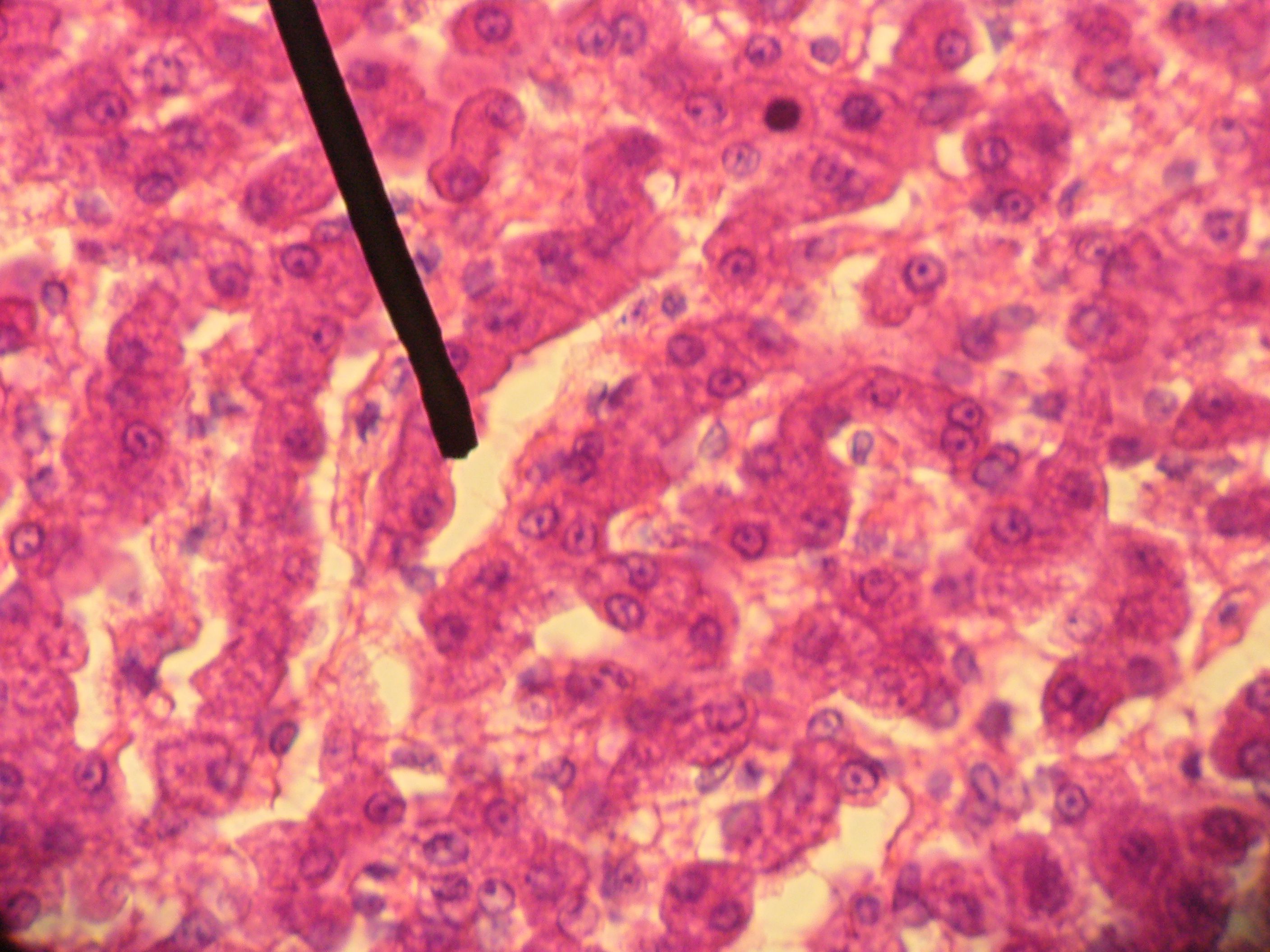
人类肝血窦
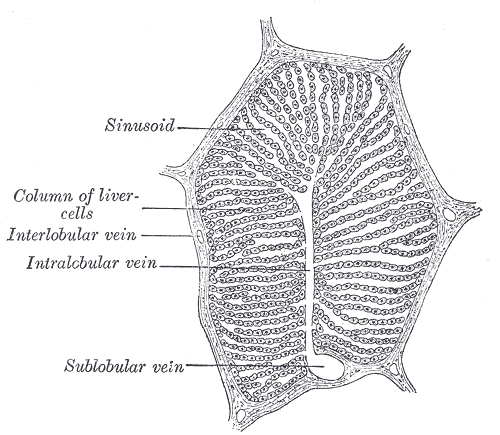
猪肝脏的单个小叶